# Concepción (Bolívia)
Concepción é a capital da província Ñuflo de Chávez, na Bolívia.
Em 8 de dezembro de 1708, foi fundada como uma redução jesuítica que agrupava nativos da etnia dos "chiquitos", pelo jesuíta Francisco Lucas Caballero. Inicialmente era chamada de "Concepción de Bohococas" e, mais especificamente, agrupava tapacuras de língua chapacura. No final de 1708, Concepción contava com 200 batizados: 80 casados, 18 solteiros, 24 adolescentes homens, 25 adolescentes mulheres, 27 meninos e 26 meninas.
Em 1722, foi deslocada para a sua atual localização pelos jesuítas Juan Benavente e Carlos de Mata.

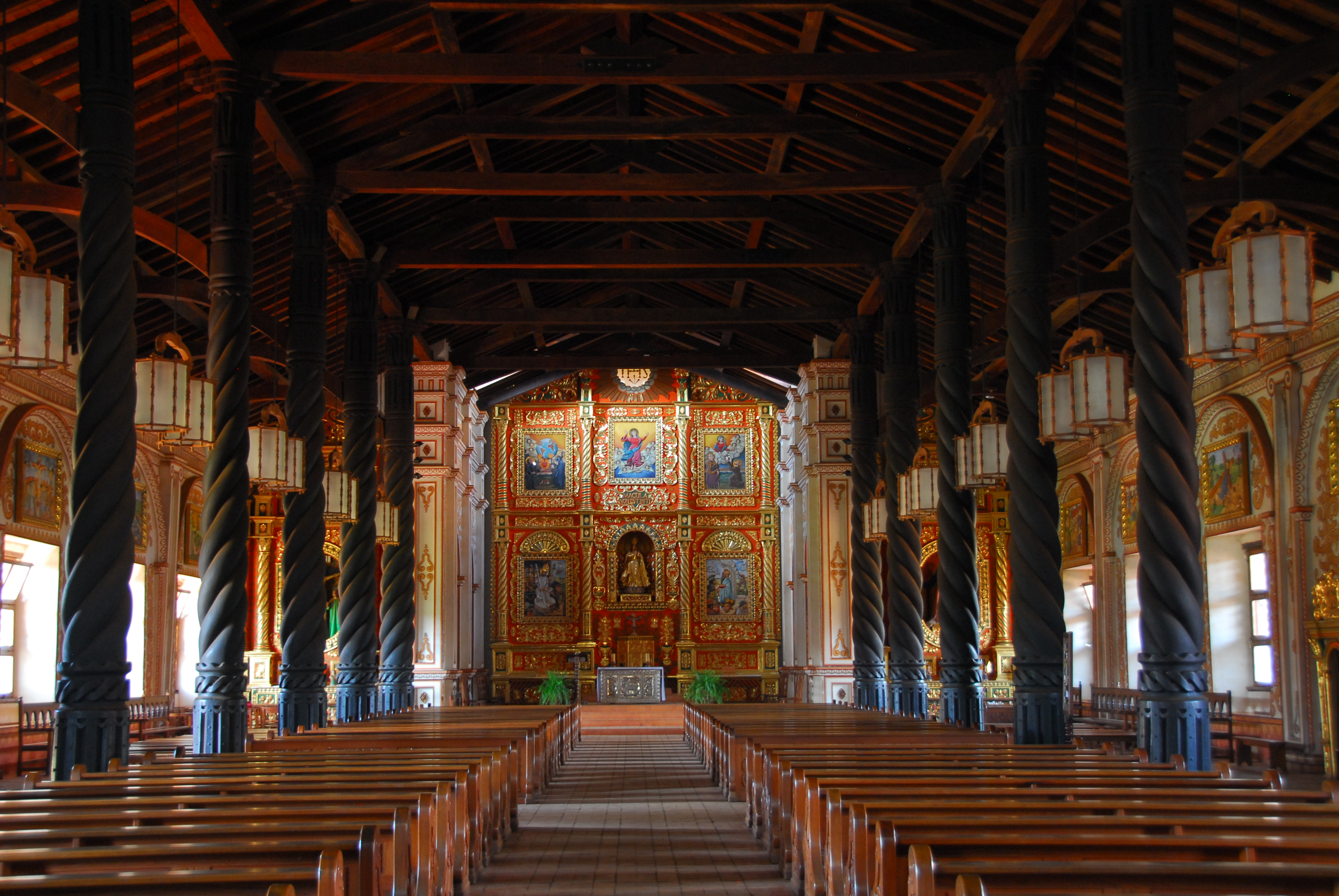
Interior da igreja de Concepción

Entre 1753 e 1756, foram construídas a Igreja, o campanário e o colégio em estilo barroco, de acordo com projetos do arquiteto jesuíta Martín Schmid.
Em 1950, essas obras foram reconhecidas como parte do Patrimônio Nacional da Bolívia.
Em 1975, esse conjunto arquitetônico foi restaurado em obras supervisionadas por pelo jesuíta Hans Roth. É considerado como o mais imponente dos conjuntos arquitetônicos construídos em reduções que foram habitadas por chiquitos.
Em 1990, essas obras foram reconhecidas, pela Unesco, como parte do Patrimônio Cultural da Humanidade.
O local também possui:
- um museu no qual estão expostos fotos, desenhos, fragmentos de pinturas murais e outras peças ornamentais e artísticas;
- um arquivo musical, no qual estão guardadas cerca de 5.000 partituras de música barroca, compostas por jesuítas e nativos na época das reduções[2] [3].